# Парти, Янош
Я́нош Па́рти (венг. János Parti; 24 октября 1932, Будапешт — 6 марта 1999, там же) — венгерский гребец-каноист, выступал за сборную Венгрии в начале 1950-х — середине 1960-х годов. Чемпион летних Олимпийских игр в Риме, дважды серебряный призёр Олимпийских игр, чемпион мира, трёхкратный чемпион Европы, победитель многих регат национального и международного значения. Также известен как тренер по гребле на байдарках и каноэ.

## Биография
Янош Парти родился 24 октября 1932 года в Будапеште. Активно заниматься греблей начал в с раннего детства, проходил подготовку в столичных спортивных клубах Közalkalmazottak Sport Egyesülete и VTSK.
Первого серьёзного успеха на взрослом международном уровне добился в 1952 году, когда попал в основной состав венгерской национальной сборной и благодаря череде удачных выступлений удостоился права защищать честь страны на летних Олимпийских играх в Хельсинки. В одиночках на тысяче метрах занял второе место и завоевал тем самым серебряную олимпийскую медаль — в решающем заезде проиграл только представителю Чехословакии Йозефу Голечеку.
В 1954 году Парти одержал победу на чемпионате мира во французском Маконе, обогнав всех соперников в одиночной километровой дисциплине. Будучи одним из лидеров гребной команды Венгрии, благополучно прошёл квалификацию на Олимпийские игры 1956 года в Мельбурне — на сей раз выиграл серебряную медаль среди одиночек на десяти километрах, при этом в финале его обошёл румын Леон Ротман.
На чемпионате Европы 1957 года в бельгийском Генте Парти стал лучшим в одиночной десятикилометровой дисциплине. Два года спустя побывал на европейском первенстве в немецком Дуйсбурге, откуда привёз награды серебряного и золотого достоинства, выигранные в зачёте одиночных каноэ на дистанциях 1000 и 10000 метров. Позже отправился представлять страну на Олимпийских играх 1960 года в Риме — был лучшим в одиночках на тысяче метрах, став новым олимпийским чемпионом в этой дисциплине.
После римской Олимпиады Янош Парти ещё в течение некоторого времени оставался в основном составе венгерской национальной сборной и продолжал принимать участие в крупнейших международных регатах. Так, в 1961 году он выступил на чемпионате Европы в польской Познани, где вновь стал чемпионом в одиночках на десяти километрах. По окончании сезона 1964 года, не сумев отобраться на Олимпийские игры в Токио, принял решение завершить спортивную карьеру, уступив место в сборной молодым венгерским гребцам.
В течение многих лет работал тренером по гребле на байдарках и каноэ. Умер 6 марта 1999 года в Будапеште.